# Principado de Leiningen
El Principado de Leiningen (en alemán: Fürstentum Leiningen) fue un efímero principado gobernado por el Príncipe de Leiningen.

## Historia

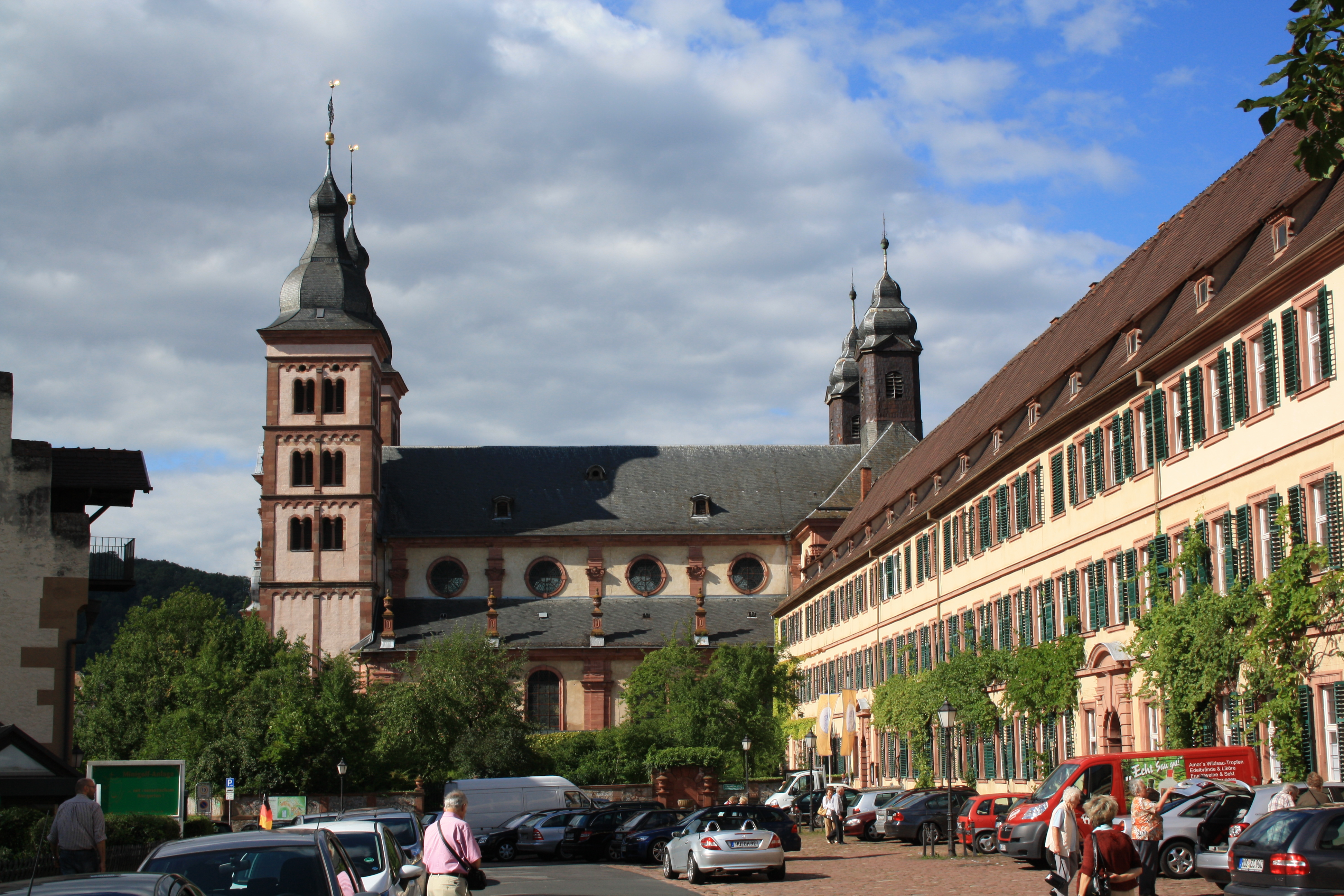
Abadía de Amorbach.

El principado emergió en 1803 en el curso de la secularización y fue creado cuando la rama principesca de la Casa de Leiningen, que había sido elevada al rango de Príncipes del Sacro Imperio Romano Germánico en 1779, fue privada de sus tierras en la margen izquierda del Rin por Francia, concretamente en Dagsburg, Hardenburg y Dürkheim, y por consiguiente recibió la secularizada Abadía de Amorbach como una amplia compensación en 1803.
Unos pocos años más tarde, el Principado de Leiningen fue mediatizado en 1806. Su territorio ahora se incluye mayoritariamente en Baden-Württemberg, pero también parcialmente en Baviera y en Hesse. La Abadía de Amorbach es todavía la sede familiar del Príncipe de Leiningen.